# Šandor Aleksander
Šandor Aleksander pl. Sesvetski (Zagreb, 5. travnja 1866. – Beograd, 17. prosinca 1929.) hrvatski plemić, industrijalac, političar, filantrop, mlađi brat Samuela Davida Aleksandera i član ugledne zagrebačke obitelji Aleksander.

## Obitelj
Šandor Aleksander, znan kao "Der Berühmte" (Plemeniti),  je rođen u Zagrebu 1866. godine u uglednoj židovskoj obitelji Aleksander. Aleksanderov otac, Jonas Alexander, je bio trgovac koji je preselio u Zagreb iz Gradišća u Austriji. Majka Roza Stern Aleksander je bila iz ugledne i utjecajne zagrebačke židovske obitelji Stern. Aleksanderov otac je bio gradski zastupnik u Zagrebu, član ravnateljstva "Hrvatske trgovačke i obrtničke komore" u Zagrebu i potpredsjednik "Zagrebačke štedionice" (danas Zagrebačka banka). Aleksander je odrastao uz starijeg brata Samuela Davida i dvije sestre: Gizela i Ilka. U Zagrebu je pohađao osnovnu i srednju školu. Bio je oženjen s Karolinom Dragojlom Ebenspanger iz Varaždina. Zajedno su imali kći jedinicu Zoru, rođenu u Zagrebu 18. rujna 1925. Zora je bila udana za židovskog industrijalca Artura Marića. 1944. godine Zora Aleksander je ubijena u sabirnom logor Auschwitz, a supruga joj je ubio njegov vozač, agent Gestapoa.

## Poslovna i politička karijera
Nakon školovanja, Aleksander je tri godine radio u zagrebačkom Paromlinu. Poslovno iskustvo je stekao kao partner svojeg oca, u obiteljskoj tvrtki za trgovinu žitom. Bio je znan kao osobiti ekonomski ekspert koji je 1924. objavio članak u časopisu "Bankarstvo". Od 1905. do 1910. godine, Aleksander je bio zastupnik u gradskoj skupštini Grada Zagreba. 1909. godine imenovan je osobnim savjetnikom cara Franje Josipa I. Aleksander je radio i bio član u više od 60 društava. Bio je član vijeća, potpredsjednik i doživotni počasni predsjednik "Hrvatske trgovačke i obrtničke komore". Radio je kao blagajnik, kasnije i kao potpredsjednik "Trgovačkog doma" u Gajevoj 1. Isto tako je služio kao počasni potpredsjednik "Saveza trgovaca za Slavoniju i Hrvatsku". Radio je u mnogim bankama i tvornicama, pa je tako primjerice bio odbornik, član ravnateljstva i potpredsjednik "Banke za trgovinu, obrt i industriju d.d." u Zagrebu. Član je nadzornog odbora u "Hrvatskoj vjeresijskoj banci d.d." i "Hrvatskoj trgovačkoj banci d.d.". U "Hrvatskom trgovačkom društvu Merkur" od 1885. je potpredsjednik, 1892. predsjednik, te od 1910. počasni predsjednik. U "Merkuru" se zalagao za razvitak strukovnog školstva. Za vrijeme Prvog svjetskog rata osnovao je i bio predsjednik "Ratne štedovne-predujmovne zadruge Merkur". Aleksander je bio većinski dioničar "Prve hrvatske tvornice strojeva" i ljevaonice željeza u Zagrebu. Djelujući u "Društvu za promet stranaca" poticao je razvitak hrvatskog turizma. Isto tako je posjedovao većinski paket dionica "Hotela Schlesinger Palace" (danas Hotel Palace) u Zagrebu.

## Čovjekoljublje
Šandor Aleksander je bio veliki dobročinitelj i filantrop, kao i brat mu, koji je darovao veći dio svoje zarade. 1908. osnovao je "Društvo za prehranu siromašne školske mladeži pučkih škola grada Zagreba" u Draškovićevoj 7, a u kojem je ujedno bio i blagajnik. Brine se i za "Hrvatsko akademsko društvo" tj. podupire i pomaže siromašne sveučilišne građane. Svako društvo koje je imalo tu sreću da im Šandor Aleksander bude blagajnik, nikada nije imalo financijskih problema. Za vrijeme Prvog svjetskog rata, Aleksander organizira i velikim dijelom snosi troškove "Odbora za potpomaganje nezaposlenih i invalidnih namještenika trgovačko-industrijalnih struka i novčanih zavoda", a u kojem je služio kao predsjednik. Najveća mu je zasluga bila, kada je ujesen 1914. u okviru svog dobrotvornog društva "Prehrana" osnovao javnu kuhinju za siromašne građane i obitelji čiji su muškarci bili pozvani na bojište tokom Prvog svjetskog rata. "Prehrana", koja je 1925. procjenjena na veliku svotu od 25 milijuna dinara, je podijelila na milijune obroka, prema nekim izvorima preko 15 milijuna obroka. Početkom rata Aleksander je donirao 1 milijun zlatnih austrijskih kruna kao nepovratni zajam državi, a za što mu je kralj Karlo I. Austrijski dodijelio plemstvo s predikatom "Sesvetski".

## Smrt
Dne 17. prosinca 1929. Šandoru Aleksanderu je naglo pozlilo na balu kraljevske garde u Beogradu. Preminuo je u noći sa 17. na 18. prosinca 1929. Tijelo Šandora Aleksandera je prebačeno u njegov rodni grad, gdje je uz velik ispraćaj pokopan na Mirogoju. Sve su tadašnje novine vrlo opširno pisale, s iskrenom tugom, o njegovoj smrti i sprovodu.